# ラムゼイルール
ラムゼイルール（英語: Ramsey rule）とは、個別の財に対する税率は、その財に対する需要の価格弾力性に反比例するように決定されなければならないとする考え。
すなわち、需要が価格変化によってあまり影響を受けないような財ほど、課税による資源配分の非効率はあまり生じないので、資源配分上は需要の価格弾力性の低い財に相対的に高い税率を課すことが望ましいとされる。
ラムゼイ問題（英語: Ramsey problem）、もしくはラムゼイ‐ボワトー（の）価格付け（英語: Ramsey-Boiteux pricing）は、公的な独占者または企業が社会厚生を最大にするために、動かせない収入の制約の設定に対してどのような価格に向かうか、に関する次善の政策の問題である。
最善としては、最適解は限界費用に等しい価格になり、そして一定の費用もしくは収入の必要を償うであろう最適な一括課金を課することになろう。それにもかかわらず、これは通常は実施不可能である、したがって価格が歪むのは避けられない。
この原理は、電気通信会社のような、政府が（公的効用の）単独の供給者であるかもしくは本来の独占の規制である財の価格付けに応用できる。それは私的セクターにおける完全競争のところの状態でも応用できる、しかし政府は一様を破るためか、または利益を得るために、供給する財の価格を歪める必要がある。この場合、制約条件 （英語: constraint）は、価格が歪むに違いないので、収入の要求が一括税により埋め合わせできなくなることである。

## 公平と効率のトレードオフ問題
需要の価格弾力性が低い財というのは必需品に近い財であることが多い。一般的に低所得者の方が高所得者より消費に占める必需品の割合が高いと考えられることから、ラムゼイルールにそって課税を行うと、必需品に対してより高い税率が課され、低所得者の負担が重くなることから、所得再配分をはかるという公平性の観点とトレードオフになる可能性が高くなる。特に、消費税における軽減税率の導入においてこの問題は顕著となり、一般に食品などの必需品にかかる税率を低くする軽減税率は効率性を大きく損ねることとなる。効率性の観点からは本来そのような必需品ほど税率を高くすべきところを逆に低くするためである。そこで近年では、この価格比への影響を通じた非効率性の問題を小さくするため、また複数税率にともなう事務コストが甚大となる一方で、食品などの必需品の消費額が大きい高所得者ほど軽減税率によるメリットが大きいため公平性の改善効果が小さいこともあって、公平性の確保は軽減税率ではなく別の形で行われることが多くなっている。